# Кинески жад
Кинески жад се почиње употребљавати у неолитском периоду и није престао да се користи све до данас. То је навело људе да жад сматрају дивним каменом који на неки начин отеловљује недокучиве квалитете кинеске цивилизације, њену трајност, достојанственост, мистику. Жад представља неодвојиви део темеља кинеске цивилизације, он осликава традиционална кинеска веровања и вредности. Када се у Кини говорило о жаду мислило се на неколико врста минерала, међу којима су најцењенији били жад и нефрит. Уколико су без метала, оба минерала су беле боје, а Кинези су управо ту чистоту белог жада највише ценили. Жад је првенствено симболизовао лепоту и племенитост.

## Извори кинеског жада
Колико нам је познато, жад  у првобитној Кини није постојао. Хансфорд је брижљиво испитао сва писана сведочанства на којима почива тврдња да жад постоји  или да је некад постојао. Закључио је да је такво уверење н јееосновано. Стварна налазишта жада везују се за подруче Котана и Јарканда у Кинеском Туркестану, неких 3.200 km далеко од центара ране кинеске културе.Истраживањима у Котану пронађено је много жада  који се сакупљао и слао цару, што значи да се трговина обављала већ дуже вријеме. Постоји докази да је трговина жадом постојала још у четвртом веку старе ере.Кинезима је још једино могла да буде позната област око Бајкалског језера као извориште жада. Сибирски жад је прилично лепо изгледао захваљујући примерима црног графита, што је Кинезе навело да на назову ,,спанаћ-жад“.

## Обрађивање кинеског жада

### Почеци обрађивања кинеског жада
Ако је жад прешао хиљаде километара централне Азије да би стигао у Кину и преисторијско доба, поставља се питање ко га је донео и када? Бегрман је испитао кинеско-туркенстански огранак неолита око пустиње Гоби и сматра ка типичним за читав тај комплекс.Међу налазима из ове области, забиљежио је неколико секира од жада- од којих су једну или две Штајн и Хедин нашли на дну пустиње Лао Нор.
Жад је као материјал био саставни дио културе око пустиње Гоби и као неки типови оруђа са севера прешао у Кину у касно преисторијско доба. Присуство и обрађеног жада и бојене грнчарије међу погребним предметима гробнице Пан-Шан, игледа да указује на то да су обе вештине допрле у северну Кину око средине 3. миленијума п. н. е.

### Техника обрађивања жада
Тешкоће у обрађивању изазива крајња тврдоћа жада(6*1/2 по Мосовој скали). Могуће га је сећи само још тврђим каменом, као што је кварцни песак, заробљени карборунд, и то као песак добро натопљен водом. Кретање алатке је кружно осим код тестера које се употребљавају за грубо резање блокова. У обртне алатке такође спадају  велики диск за сечење, мањи дискови за сечење, сврдла, овална длета и алатке за брушење. Неолитски радник је био далеко слабије опремљен. Можемо међутим да претпоставимо да су се међу његовим алаткама налазиле тестере различитих облика, као и нека врста сврдла. За тестере је могла да послужи било која врста каменог сечива.
Зарези се редовно јављају на раном кинеском жаду. У пречнику имају по неколико милимета до неколико сантиметара. Начињени су сврдлом. На многима се виде знаци кружне обраде као и знаци сврдлања с обе стране.

## Симболизам раног кинеског жада
Жад је првенстевно симболизовао лепоту, племенитост, богатство, обиље. Жад је имао ритуалну вредност. У династији Хан су се ритуална одела владара правила од жада. Веровало се да жад штити тело од распадања, а самим тим спречава раздвајање тела од душе. Само су цареви и шамани могли да посједују жад( до краја династије Хан).
Према Си Шену кинески жад симболизује:
1. Честитост и племенитост
2. Милосрђе и љубав
3. Правичност и истинитост
4. Храброст
5. Знање и мудрост

С малобројним изузецима, рани жад је у Кини прављен од пљоснатих плочица дебелих свега по неколико милиметара, истесаних од крупнијих или ситнијих округлих комада. Рани жад се може поделити у две групе од којих се прва састоји од малих украсних амајлија у облику перли, дугмади  и предмети чија је употреба везане за церемоније и обреде.

## Обредни кинески жад
Праву сврху обредних предмета од жада ми данас можемо само нагађати. Она се изгубила током хиљада година развоја друшта, различитог поимања света, бројних ратовања. Рани обредни предмети од кинеског жада су највероватније настали по узору на оруђа и оружја које је човек током неолита користио у свакодневном животу, а по неким претпоставкама сахрањивани су заједно са мртвацем. Сматрало се да због своје оригиналности могу служити мртвацу у другом свету.

### Врсте обредних жадова
1. Ууан-гуи : Издуженог и заокругљеног облика. Има свилени конац провучен кроз рупу чија је улога била за јачање врлина. Сматра се да је био поклањан од стране владара оним феудалцима који су ми били верни и стално на услузи.
2. Би; Би-ем се сматрају сви пробушени дискови. Представља најстарији предмет доброг знамења, камен небо-плаве боје. Служио је обожавању неба. Симболизовао је небеско божанство и користио се као погребни обредни предмет.
3. Дискови са зарезима:Служили су као астрономски инструменти.Њихова употреба је била веома значајна и као такви су постали прототипови за предмете урађене од жада.
4. Зонг:Жад у облику цевастопг предмета чија је намена, улога и симболика тумачена на више начина. Зонг је жуте боје и симболизује земљу. Лауфер је сматрао да је земља женског рода и тиме објашњавао употребу овог предмета од стране жена у обредима.
5. Ху:Фигурица од жада у облику тигра. Беле је боје и симболизује чувара гробница.[6]

### Украсни жад
Већина предмета има облик изрезбарених плочица дебљине свега неколико милиметара. Многи предмети су пробушени. Претпоставља се да су били пришивени на одећу као амајлије или накит. Приказ животиња на овим предметима започиње од времена династије Шанг.
Данас се такође користи жад као нека врста амајлије, заштите.

## Жад као материјал
У суштини жад је нефрит који Кинези данас називају чен ји, тј. прави жад, за разлику од фу ји тј. лажног жада у који спадају серпентин, пирофилит и други тврди каменови. С друге стране, камен који је на Западу познат као жад-полупровидан смарагднозелени или тамнозелени камен од кога се обично изграђује накит- није нефрит, већ жадеит. Иако минерал жадеит на први поглед веома личи на жад. Жадеит се разликује од жада и по саставу и по микроскопској слици.
Око стоте године нове ере извесни Си Шен саставио је књигу којој је било суђено да постане једна од најутицајнијих књига писана на кинеском језику,, Šuo wen ćije cu" или објашњење цртежа и анализа знакова". У књизи се дефинишу речи, тј. да се описују предмети које оне означавају; тако да се, на пример, за знак ђи жад каже :,, Ђи је је најлепши каме. Он има пет врлина. Милосрђе је окарактерисано његовим сјајем, светлим али ипак топлим; честитост провидношћу која открива боју и грађу камена; мудрост чистоћом и продорним звуком који одаје кад се удари; храброст тиме што се може сломити али не и савити; правичнос оштрим ивицама које никога не могу да повреде.